# São Rafael
São Rafael là một đô thị thuộc bang Rio Grande do Norte, Brasil. Đô thị này có diện tích 469,096 km², dân số năm 2007 là 8466 người, mật độ 18 người/km².